# Stade Charléty
Le stade Charléty, officiellement stade Sébastien-Charléty, est un complexe sportif omnisports de Paris, comprenant un stade d'une capacité de 19 151 places assises, un terrain d'entraînement, la salle omnisports Pierre Charpy, des salles spécialisées (musculation, gymnastique, dojo) et des courts de tennis et de squash. Il abrite également la Maison du sport français, avec les bureaux du Comité national olympique et sportif français et la Fédération française d'athlétisme.
Inauguré dans sa première forme en 1939, le stade est situé dans le 13e arrondissement de Paris, entre le boulevard Kellermann et le boulevard périphérique, au niveau de la porte de Gentilly.
Son club résident historique est le Paris université club (PUC). Le Paris Football Club est également résident du stade de 2007 à 2025 avant de déménager au stade Jean Bouin à l'issue de la saison 2024-2025 de Ligue 2.

## Installations
Le terrain d'honneur comprend un stade polyvalent, capable d'accueillir de l'athlétisme, du football ou du rugby. Sa capacité de 19 151 places assises en fait un des principaux stades de la région Île-de-France, après le Stade de France, le Parc des Princes, la Paris La Défense Arena, le stade Jean-Bouin et le stade Robert-Bobin à Bondoufle.
Le Paris FC y déménage son équipe première à la suite de la non-homologation de son enceinte principale, le stade Déjerine, situé Porte de Montreuil dans le 20e arrondissement de Paris à l'est de la capitale.
Entre 2019 et 2020, la piste d'athlétisme est refaite pour qu'elle puisse être homologuée pour les championnats d'Europe 2020 d'athlétisme. Cependant, à cause de la pandémie de Covid-19, les championnats d'Europe sont annulés.

## Histoire

### 1939: le premier stade
Le Paris université club est chassé en 1929 de son stade de la Porte Dorée et évolue alors au stade Pershing, dans le bois de Vincennes. Ce n'est qu'en 1937 qu'il se voit attribuer un terrain vague porte de Gentilly à l'emplacement de l'actuel stade.
Le stade Charléty dans sa première version, est construit par le jeune architecte prix de Rome Bernard Zehrfuss et inauguré en 1939. Le stade porte le nom de Sébastien Charléty (1867-1945), recteur de l'Université de Paris qui œuvra beaucoup pour l'obtention de ce stade par le Paris université club (PUC).
Durant la guerre, les travaux continuent. Le site est le premier de Paris à être libéré par un détachement de la 2e division blindée du maréchal Leclerc, le 25 août 1944. Une fois la paix restaurée, le travail se poursuit : des gradins en bois apparaissent, puis des vestiaires et enfin un club-house.

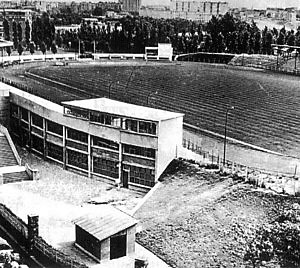
Vue générale du stade Charléty en 1958 à Paris.
Ancien logo du Paris université club (PUC), club résident du stade et pour lequel celui-ci fut construit.
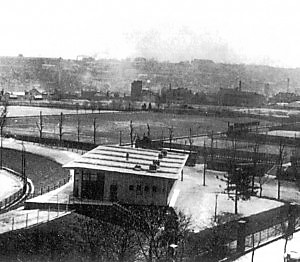
L'ancien club-house du Paris université club au stade Charléty à Paris à la fin des années 1950.

Charléty abrite son premier grand événement sportif en septembre 1957 avec les Jeux universitaires de Paris. Le coureur Michel Jazy y bat ensuite le record du monde du 2 000 mètres en 1962.
En 1968, Charléty fait l'actualité pour un événement non sportif : le 27 mai, le meeting de l'Union nationale des étudiants de France, l'un des événements marquants de mai 68, s'y déroule et rassemble 40 000 personnes. La présence de Pierre Mendès France donne cependant l'impression qu'il souhaite récupérer le mouvement de rue.
Le stade continue par la suite à abriter des événements sportifs amateurs et professionnels, ainsi que les différentes sections du PUC. En 1980, après un record de France de José Marajo sur 1 000 m, le puciste Philippe Houvion y bat le record du monde du saut à la perche avec 5,77 mètres.
Le terrain au centre de la piste d'athlétisme est fermé au milieu des années 1980 en raison de la contamination du sol par un virus. Le sol est extrait sur plus d'un mètre d'épaisseur mais n'est pas remplacé pour cause de coût trop élevé. Réduit à une enceinte d'athlétisme, le stade dépérit lentement, puis la vétusté des tribunes le rendant dangereux, il est démoli à la fin de l'année 1989.

### 1994: le nouveau Charléty
Un stade entièrement nouveau, dessiné par l'architecte Henri Gaudin et son fils Bruno Gaudin, est construit à partir de 1991 (pour 790 millions de francs, soit 120 millions d'euros) et inauguré en 1994, à l'occasion de la finale du Grand Prix IAAF. Cette nouvelle construction vaudra le Prix de l'Équerre d'argent aux deux architectes la même année.
Le nouveau complexe sportif Charléty abrite au sein de sa salle Pierre Charpy (1 400 places) le Paris Volley, issu de la section volley-ball du PUC et plusieurs fois champion de France.
Le siège de la Fédération française d'athlétisme est situé à l'intérieur du complexe sportif de Charléty, comme ceux du Comité national olympique et sportif français et du PUC.
L'Américain Tim Montgomery bat le record du monde du 100 m en 9,78 secondes en 2002 lors de la finale du Grand Prix (ce record est maintenant controversé, à la suite de la polémique portant sur l'affaire Balco ; le laboratoire Balco et son fondateur Victor Conte étant le centre d'un vaste réseau de dopage).
Lors de la Coupe du monde de football 2006 en Allemagne, le stade devient site de retransmission sur écran géant. Le public parisien a notamment l'occasion d'y voir sur écran géant les sept matches de l'équipe de France, avec des affluences dépassant plusieurs fois les 10 000 personnes.
Cette même année Charléty accueille le tournage du film : Jean-Philippe, de Laurent Tuel, et la ligne 3 de tramway (devenue ligne 3a en 2012), desservant le stade, est mise en circulation.

### 2019: projets de réaménagements du stade

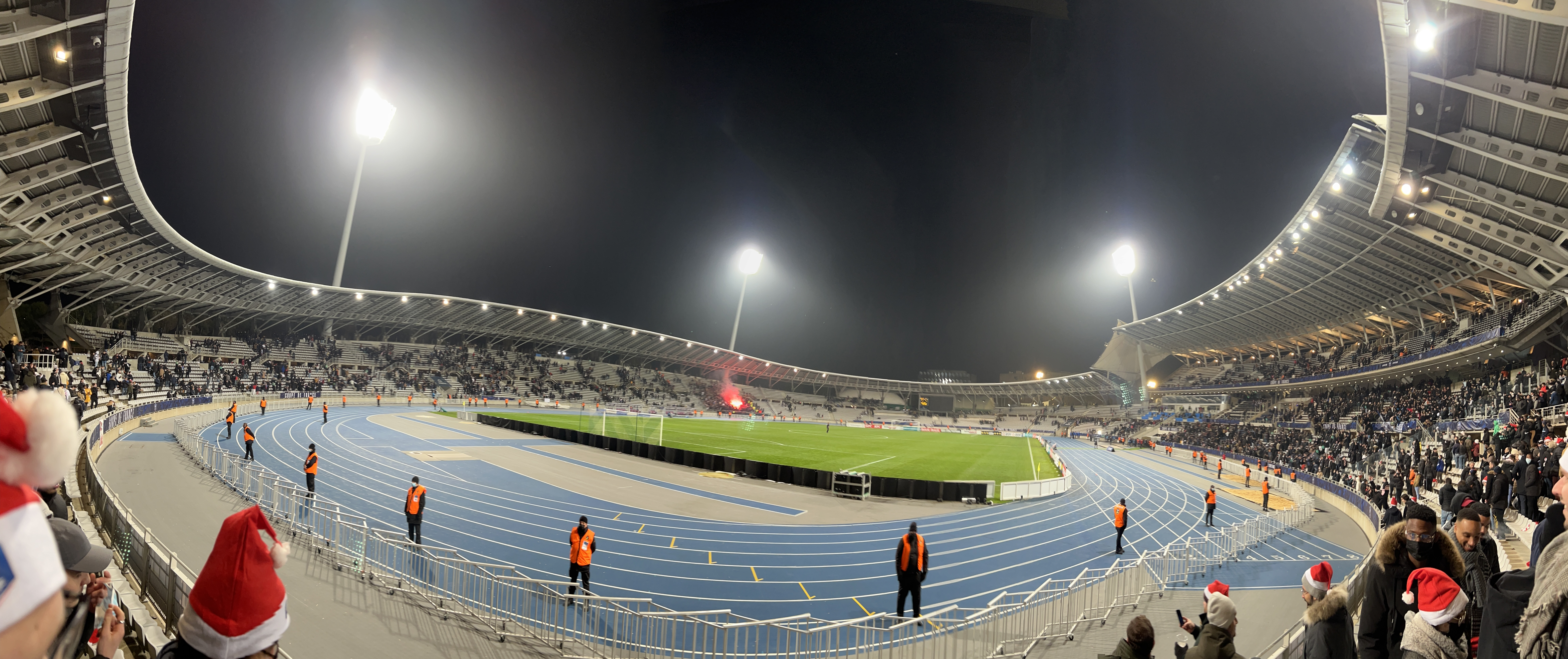
Recontre du Paris FC au stade Charléty en 2021.

Après le choix du stade Charléty comme stade hôte pour les championnats d'Europe d'athlétisme de 2020, la piste d'athlétisme est refaite pour être homologuée par l'IAAF et dotée d'un nouveau revêtement bleu. Cependant, à cause de la pandémie de Covid-19 la compétition européenne est annulée.
Le Paris FC, club de football résident et utilisateur le plus régulier du stade d'honneur, demande à la mairie de Paris, propriétaire du stade, la suppression de la piste d'athlétisme, afin de pouvoir rapprocher les tribunes de la pelouse. La mairie est d'abord réticente, de par l'importance des travaux, le fait que cette piste d'athlétisme permanente soit la seule aux normes de IAAF à Paris en plus du lien historique du stade à l'athlétisme avec le club omnisports du Paris université club. Cependant, le 27 novembre 2019, Anne Hidalgo valide le principe de la rénovation, en cas de montée du club en première division,.
Cependant, Bernard Comment, président du PUC, club résident prioritaire au stade Charléty, se positionne très clairement contre une rénovation de Charléty et, surtout, une suppression de la piste d’athlétisme et pense que l’avenir du Paris FC est peut-être au Parc des Princes sachant que le PSG projète de créer son propre stade.

## Rencontres marquantes

### Football
Le stade Charléty a accueilli l'équipe de France de football féminine pour ses matchs à domicile. Le 16 juillet 2016, les Bleues s'imposent face à la Chine (3-0). Après les Jeux olympiques de Rio, la France y reçoit l'Albanie, battue 6-0, pour les qualifications à l'Euro 2017.
Le 31 mars 2015, un match amical y oppose les sélections masculines du Mali et du Ghana devant 2 000 spectateurs (1-1).

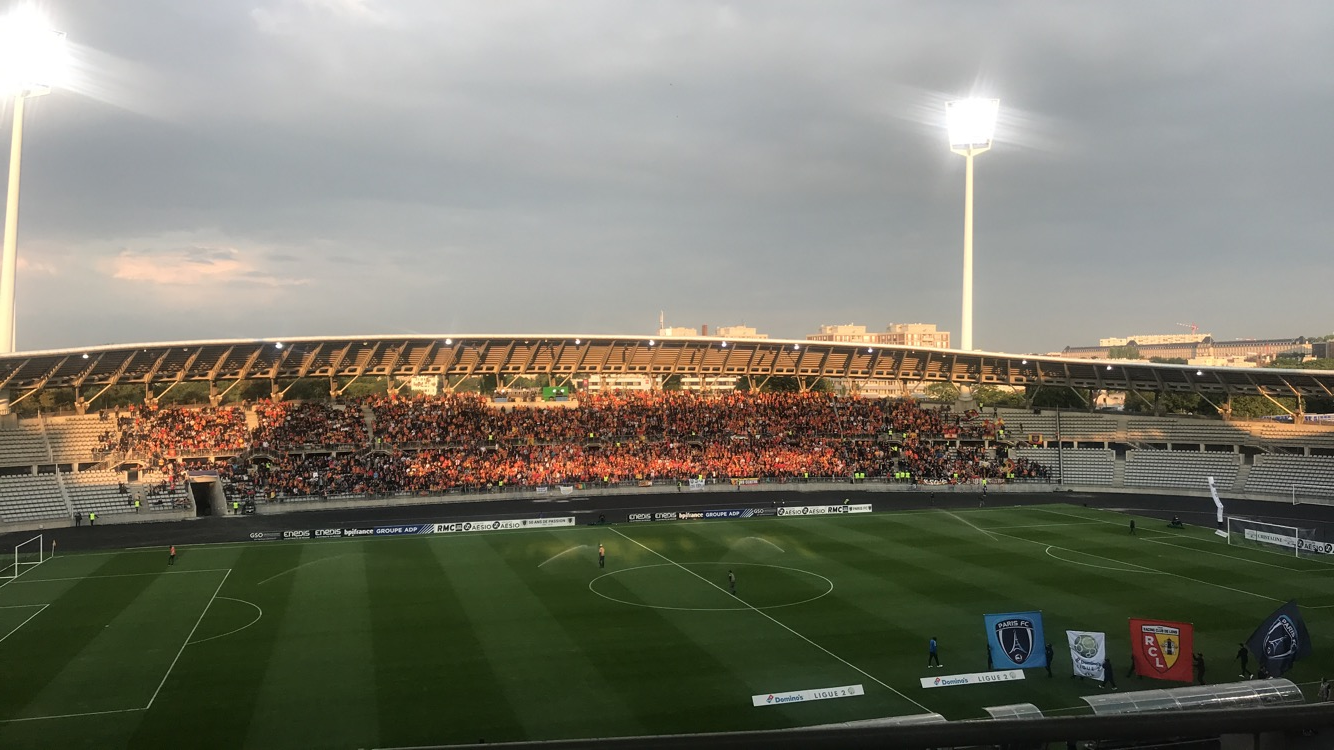
Paris FC - Lens avec le grand parcage lensois.

Le 21 mai 2019 le stade accueille 14 653 spectateurs à l'occasion du match entre le Paris FC et le RC Lens, au premier tour des barrages de montée en Ligue 1. Après un résultat nul (1-1), les Lensois s'imposent finalement aux tirs au but.
Le 17 décembre 2021, le match de 32e de finale de Coupe de France qui oppose le Paris FC à l'Olympique lyonnais est l'occasion d'un record d'affluence pour le club parisien (on attend alors plus de 18 000 personnes). Cependant, une échauffourée entre spectateurs se produit à la mi-temps, au niveau du parcage lyonnais, contraignant l'arbitre à arrêter le match. Les deux clubs ont match perdu et sont condamnés à des amendes.

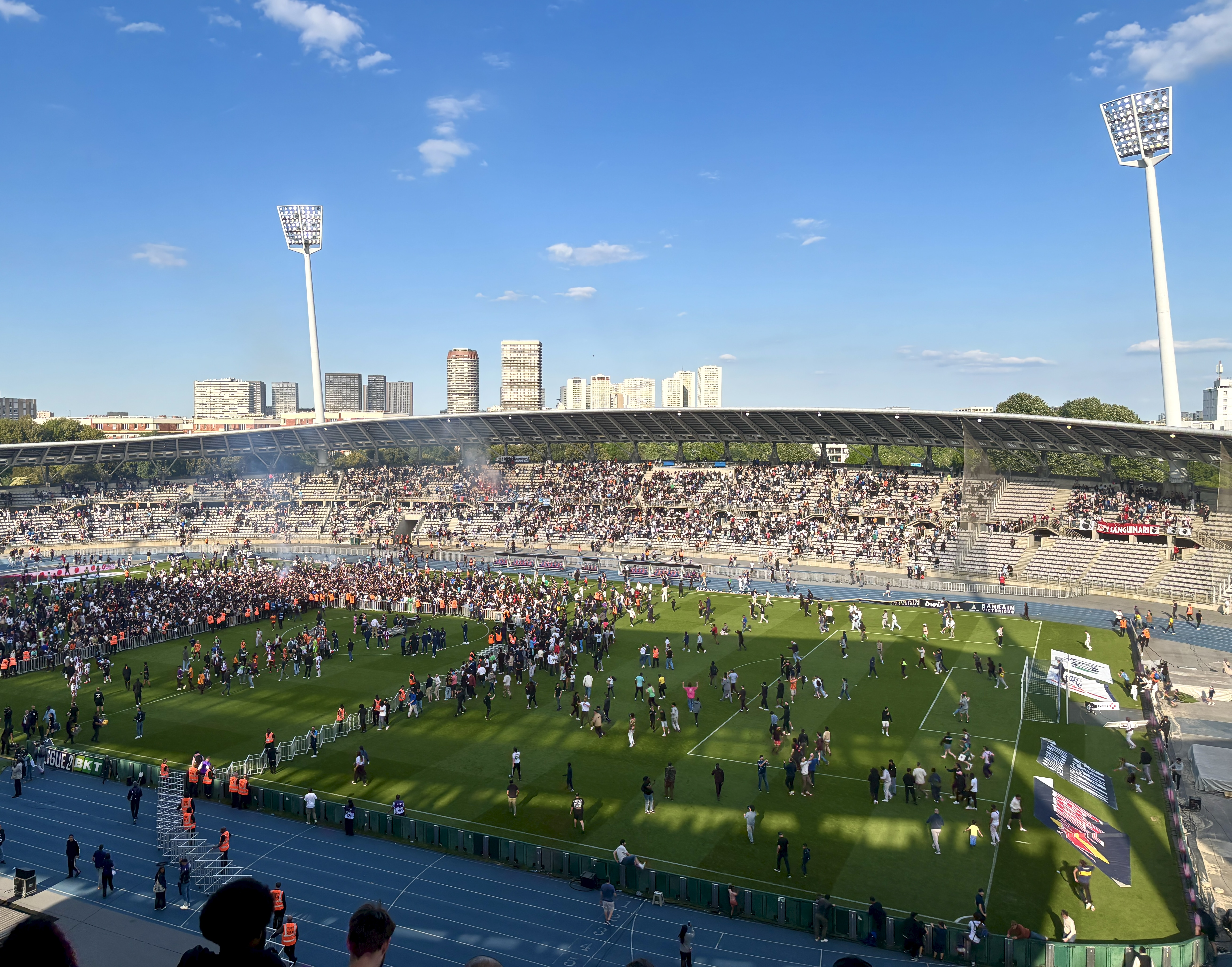
Le stade lors du dernier match du Paris FC.

Le 25 janvier 2025, en championnat de France de football de Ligue 2, le Paris FC y reçoit son voisin du Red Star. Dans ce derby parisien, le Paris FC remporte la rencontre sur le score de (4-1) devant 17 748 spectateurs .
Cette même année, le 10 mai 2025, après avoir validé sa montée en championnat de France de football de Ligue 1 le club reçoit l'AC Ajaccio dans le cadre de la dernière journée du championnat de France de football de Ligue 2. Les parisiens remporterons cette ultime confrontation à Charléty sur le score de 2 buts à 0.  Cette rencontre sera en effet la dernière du club dans ce stade avant de le quitter pour le stade Jean-Bouin et marque par la même occasion un nouveau record d'affluence où 18 219 spectateurs assistent à la rencontre.

### Rugby
Le 29 mars 1996, le club de rugby à XIII du Paris Saint-Germain Rugby League dispute la Super League européenne face au Sheffield Eagles Rugby. Sheffield s'incline (30 à 24) face aux Parisiens pour ce match inaugural qui fait pratiquement le plein des tribunes, avec plus de 18 000 spectateurs. Cela reste longtemps un record d'affluence dans le stade.

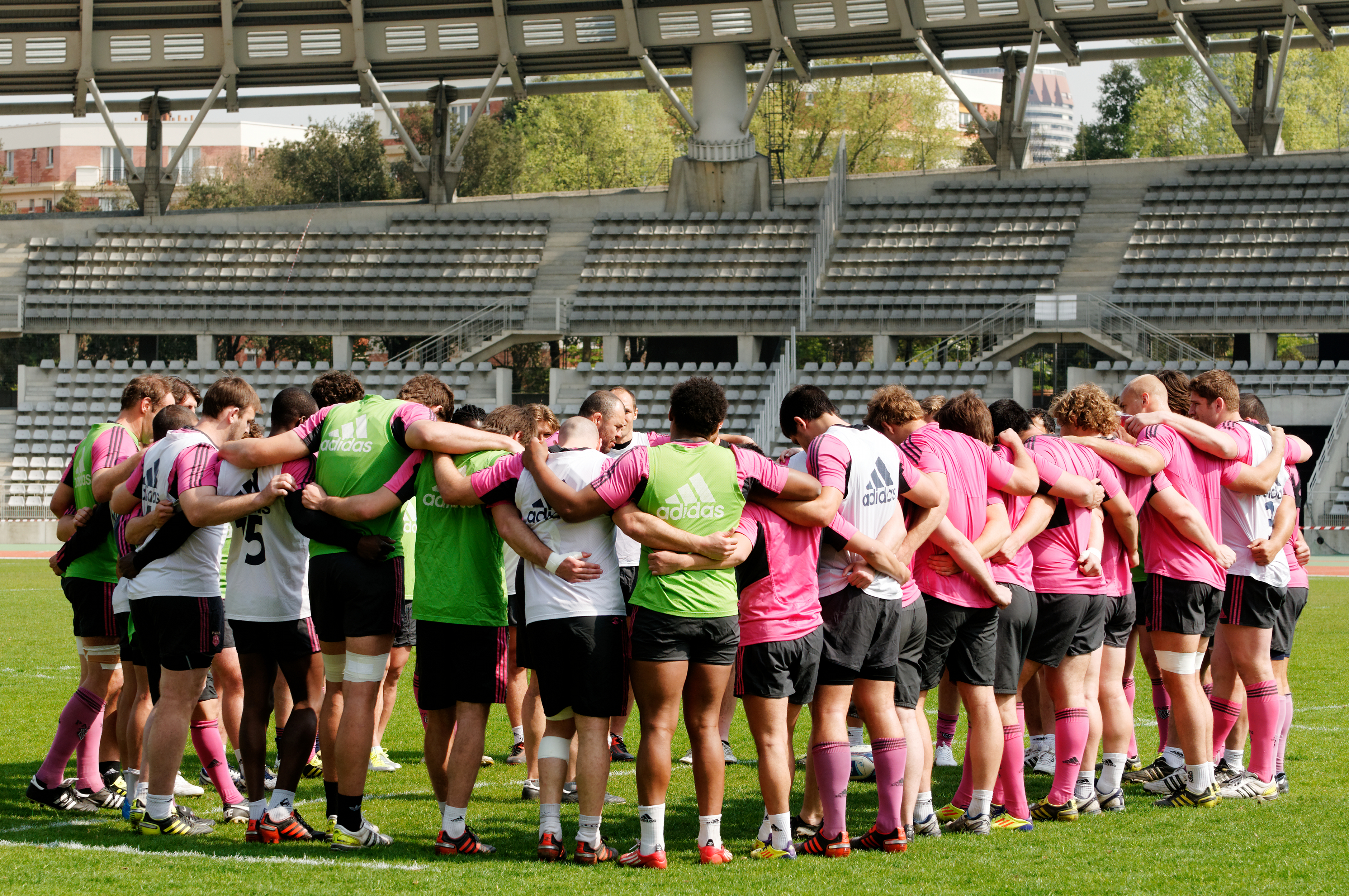
Entrainement de Stade Français en 2012

Le 6 juin 1998 a lieu la finale de la Coupe de France de rugby à XV, opposant le Stade toulousain et le Stade français. Les Toulousains gagnent 22 à 15 devant pas moins de 12 000 spectateurs.
Le stade accueille le 29 octobre 2000 le match de la Coupe du monde de rugby à XIII entre la France et la Papouasie-Nouvelle-Guinée. Les Bleus s'inclinent 20 à 23 face aux Papouasiens. Le 11 novembre 2009, la France y affronte l'Australie lors du Tournoi des Quatre Nations. Les Français concèdent à une lourde défaire de 4 à 42 points.
Durant les travaux de démolition et reconstruction du stade Jean-Bouin, les matchs à domicile de l'équipe de rugby à XV du Stade français s'y déroulent jusqu'à la fin de la saison 2012-2013. Le club intègre son nouveau stade Jean-Bouin dès le début de la saison 2013-2014.

### Athlétisme
Les 19 et 20 juin 1999 se déroule pour la première fois au Stade Charléty la Coupe d'Europe des nations d'athlétisme. L'Allemagne remporte la compétition.

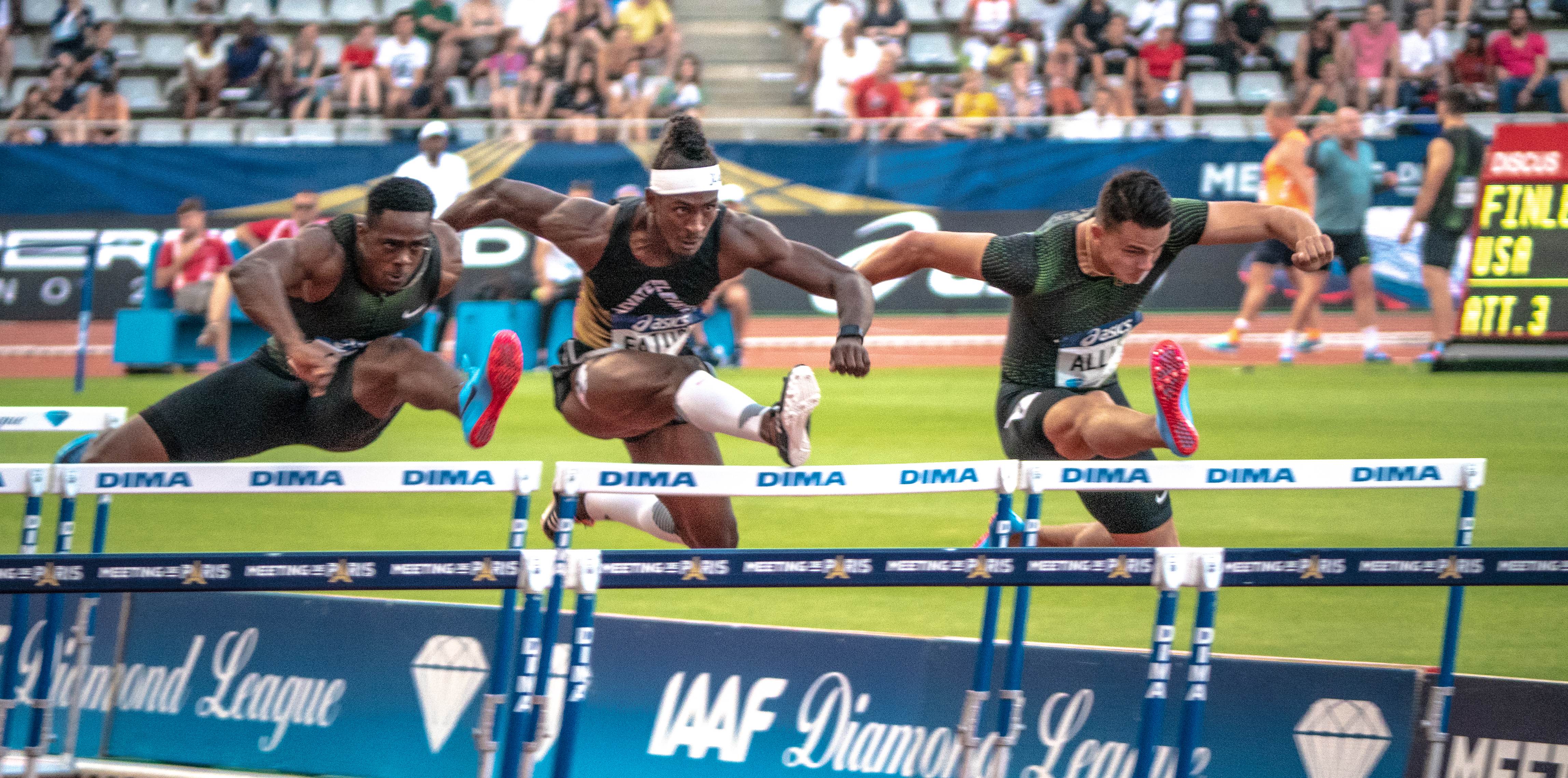
Meeting de Paris 2018

Le 3 septembre 2005 y est organisée par la fédération française d'athlétisme la première édition du DécaNation, remportée par la Russie.

#### Meeting de Paris
En 2017 le Stade Charléty accueille pour la première fois Meeting de Paris de la Ligue de Diamant qui se disputait jusqu'alors au Stade de France. Ce changement est dû à un coût trop élevé de son organisation au Stade de France.

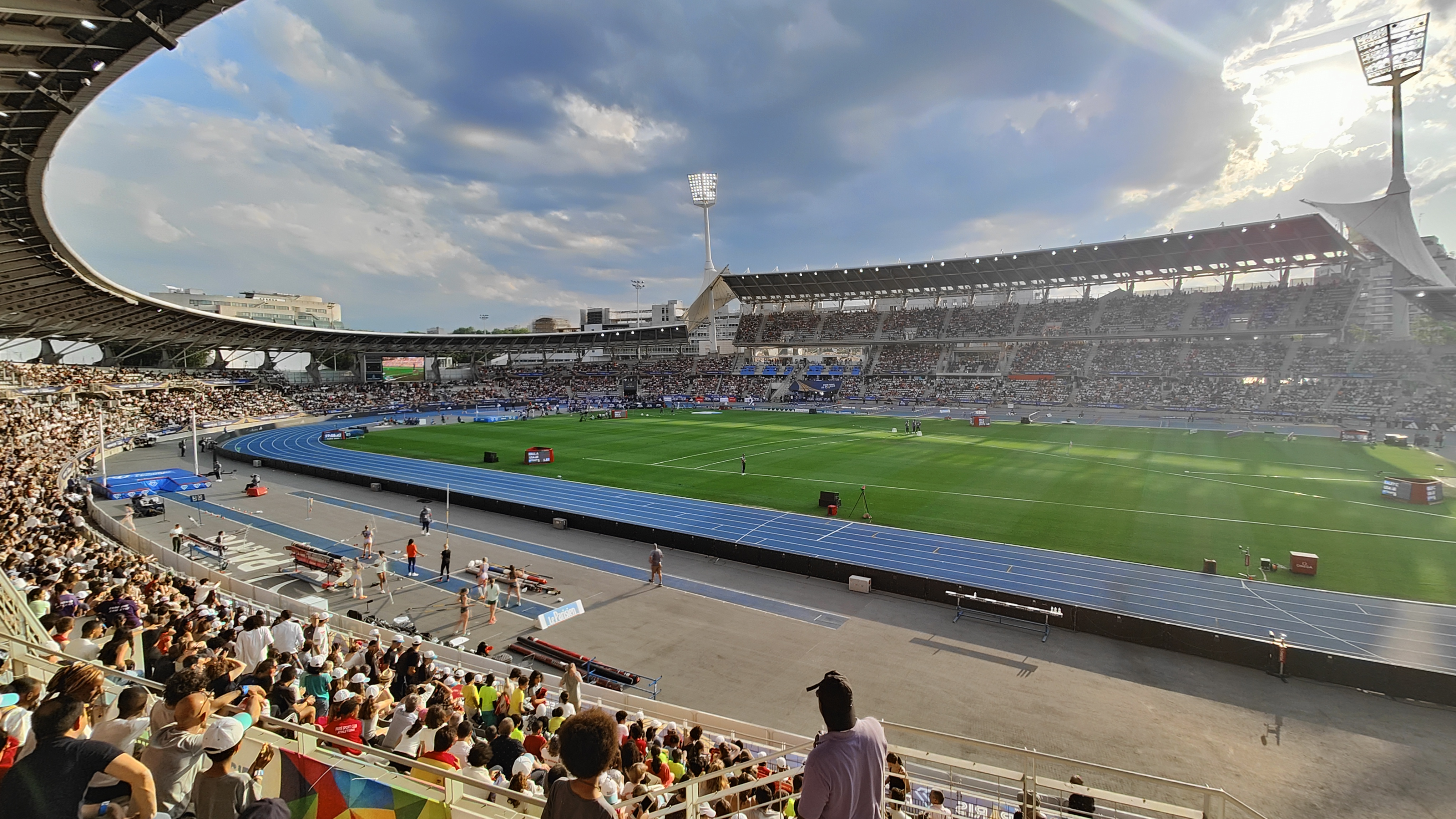
Le meeting d'athlétisme de 2023, épreuve de la Ligue de diamant.

##### Records
| Date              | Rencontre            | Épreuve        | Sexe | Athlète             | Performance | État du record                                          |
| ----------------- | -------------------- | -------------- | ---- | ------------------- | ----------- | ------------------------------------------------------- |
| 14 septembre 2002 | Finale du Grand Prix | 100m           | H    | Tim Montgomery      | 9''78       | Battu le 14 juin 2005 par Asafa Powell (9''77)          |
| 9 juin 2023       | Diamond League       | 2 miles        | H    | Jakob Ingebrigtsen  | 7'54''10    | Actif                                                   |
| 9 juin 2023       | Diamond League       | 5 000m         | F    | Faith Kipyegon      | 14'05''20   | Battu le 17 septembre 2023 par Gudaf Tsegay (14'00''21) |
| 9 juin 2023       | Diamond League       | 3 000m steeple | H    | Lamecha Girma       | 7'52''11    | Actif                                                   |
| 7 juillet 2024    | Diamond League       | Hauteur        | F    | Yaroslava Mahuchikh | 2m10        | Actif                                                   |
| 7 juillet 2024    | Diamond League       | 1 500m         | F    | Faith Kipyegon      | 3'49''04    | Actif                                                   |

| Date           | Rencontre      | Épreuve        | Sexe | Athlète                 | Performance |
| -------------- | -------------- | -------------- | ---- | ----------------------- | ----------- |
| 1 juillet 2017 | Diamond League | 110m haies     | H    | Milan Trajkovic         | 13''27      |
| 30 juin 2018   | Diamond League | 400m           | F    | Salwa Eid Naser         | 49''55      |
| 30 juin 2018   | Diamond League | 800m           | F    | Caster Semenya          | 1'54''25    |
| 30 juin 2018   | Diamond League | 800m           | F    | Natoya Goule            | 1'57''69    |
| 30 juin 2018   | Diamond League | 100m           | H    | Bingtian Su             | 9''91=      |
| 30 juin 2018   | Diamond League | 100m           | H    | Abdullah Akbar Mohammed | 10''03      |
| 30 juin 2018   | Diamond League | 100m           | H    | Hassan Haftian          | 10''03      |
| 30 juin 2018   | Diamond League | 1 500m         | H    | Jakub Holusa            | 3'32''85    |
| 30 juin 2018   | Diamond League | 400m haies     | H    | Abderrahman Samba       | 46''98      |
| 30 juin 2018   | Diamond League | 400m haies     | H    | Kyron McMaster          | 47''54      |
| 24 août 2019   | Diamond League | Perche         | F    | Alysha Newman           | 4m82        |
| 24 août 2019   | Diamond League | 1 500m         | H    | Ronald Musagala         | 3'30''58    |
| 24 août 2019   | Diamond League | 1 500m         | H    | Marcin Lewandowski      | 3'31''95    |
| 24 août 2019   | Diamond League | 800m           | H    | Weslez Vázquez          | 1'43''83    |
| 24 août 2019   | Diamond League | 4x100m         | H    | Equipe du Danemark      | 39''61      |
| 24 août 2019   | Diamond League | 4x100m         | F    | Equipe d'Israël         | 44''79      |
| 28 août 2021   | Diamond League | 3 000m         | F    | Francine Niyonsaba      | 8'19''08    |
| 28 août 2021   | Diamond League | 3 000m         | F    | Ejgayehu Taye           | 8'19''52    |
| 28 août 2021   | Diamond League | 100m haies     | F    | Nadine Visser           | 12''58      |
| 28 août 2021   | Diamond League | Perche         | H    | Ernest John Obiena      | 5m91        |
| 18 juin 2022   | Diamond League | 100m haies     | F    | Tobi Amusan             | 12''41      |
| 18 juin 2022   | Diamond League | 3 000m steeple |      | Elizabeth Bird          | 9'19''46    |
| 18 juin 2022   | Diamond League | 3 000m steeple | F    | Chiara Scherrer         | 9'20''28    |
| 18 juin 2022   | Diamond League | 200m           | H    | Alexander Ogando        | 20''03      |
| 18 juin 2022   | Diamond League | 800m           | H    | Peter Bol               | 1'44''00    |
| 9 juin 2023    | Diamond League | 800m           | F    | Keely Hodgkinson        | 1'55''77    |
| 9 juin 2023    | Diamond League | 800m           | F    | Noélie Yarigo           | 1'58''65    |
| 9 juin 2023    | Diamond League | Hauteur        | F    | Angelina Topic          | 1m97        |
| 9 juin 2023    | Diamond League | 3 000m steeple | H    | Ryuji Miura             | 8'09''91    |
| 9 juin 2023    | Diamond League | 3 000m steeple | H    | Mohamed Amin Jhinaoui   | 8'12''19    |
| 7 juillet 2024 | Diamond League | 800m           | H    | Djamel Sedjati          | 1'41''53    |
| 7 juillet 2024 | Diamond League | 800m           | H    | Gabriel Tual            | 1'41''61    |
| 7 juillet 2024 | Diamond League | 800m           | H    | Eliott Crestan          | 1'42''43    |
| 7 juillet 2024 | Diamond League | 3 000m steeple | F    | Alice Finot             | 9'05''01    |
| 7 juillet 2024 | Diamond League | 1500m          | F    | Jessica Hull            | 3'50''83    |
| 7 juillet 2024 | Diamond League | 1500m          | F    | Agathe Guillemot        | 3'58''05    |
| 7 juillet 2024 | Diamond League | 3 000m steeple | H    | Geordie Beamish         | 8'09''64    |
| 7 juillet 2024 | Diamond League | 3 000m steeple | H    | Avinash Mukund Sable    | 8'09''91    |
| 7 juillet 2024 | Diamond League | 3 000m steeple | H    | Ryuji Miura             | 8'09''91=   |
| 20 juin 2025   | Diamond League | 400m           | F    | Martina Weil            | 49''83      |
| 20 juin 2025   | Diamond League | 5 000m         | H    | Birhanu Balew           | 12'48''67   |
| 20 juin 2025   | Diamond League | 5 000m         | H    | Jimmy Gressier          | 12'51''59   |
| 20 juin 2025   | Diamond League | 5 000m         | H    | Santiago Catrofe        | 12'59''26   |
| 20 juin 2025   | Diamond League | 110m haies     | H    | Jason Joseph            | 13''07=     |
| 20 juin 2025   | Diamond League | Javelot        | H    | Luiz Mauricio da Silva  | 86m62       |
| 20 juin 2025   | Diamond League | 1 500m         | H    | Azeddine Habz           | 3'27''49    |
| 20 juin 2025   | Diamond League | 1 500m         | H    | Stefan Nillessen        | 3'29''23    |
| 20 juin 2025   | Diamond League | 1 500m         | H    | Ruben Verheyden         | 3'30''99    |
| 20 juin 2025   | Diamond League | 1 500m         | H    | Tshepo Tshite           | 3'31''35    |

##### Affluences
| Affluences du Meeting de Paris | Affluences du Meeting de Paris | Affluences du Meeting de Paris |
| no                             | Date                           | Affluence                      |
| ------------------------------ | ------------------------------ | ------------------------------ |
| 1                              | 1 juillet 2017                 | 15 000                         |
| 2                              | 30 juin 2018                   | 15 000                         |
| 3                              | 24 août 2019                   | 15 000                         |
| 4                              | 29 août 2021                   | 14 448                         |
| 5                              | 18 juin 2022                   | 12 000                         |
| 6                              | 9 juin 2023                    | 17 803                         |
| 7                              | 7 juillet 2024                 | 16 500                         |

Cette même année, le stade accueille la Handisport Open Paris. Organisé par la Fédération française handisport, cette compétition fait partie du Grand Prix World Para Athletics.
En 2020 les Championnats d’Europe d’athlétisme devaient se tenir au Stade Charléty de Paris du 26 au 30 août. Cependant, en raison de la pandémie de Covid-19, la compétition fut annulée, une première depuis 1942.
En 2023, les Championnats du monde de para-athlétisme PARIS'23 se tiennent du 8 au 17 juillet. Au total 1 700 athlètes de 120 nations différentes s'affrontent durant 10 jours de compétition.

### Autres

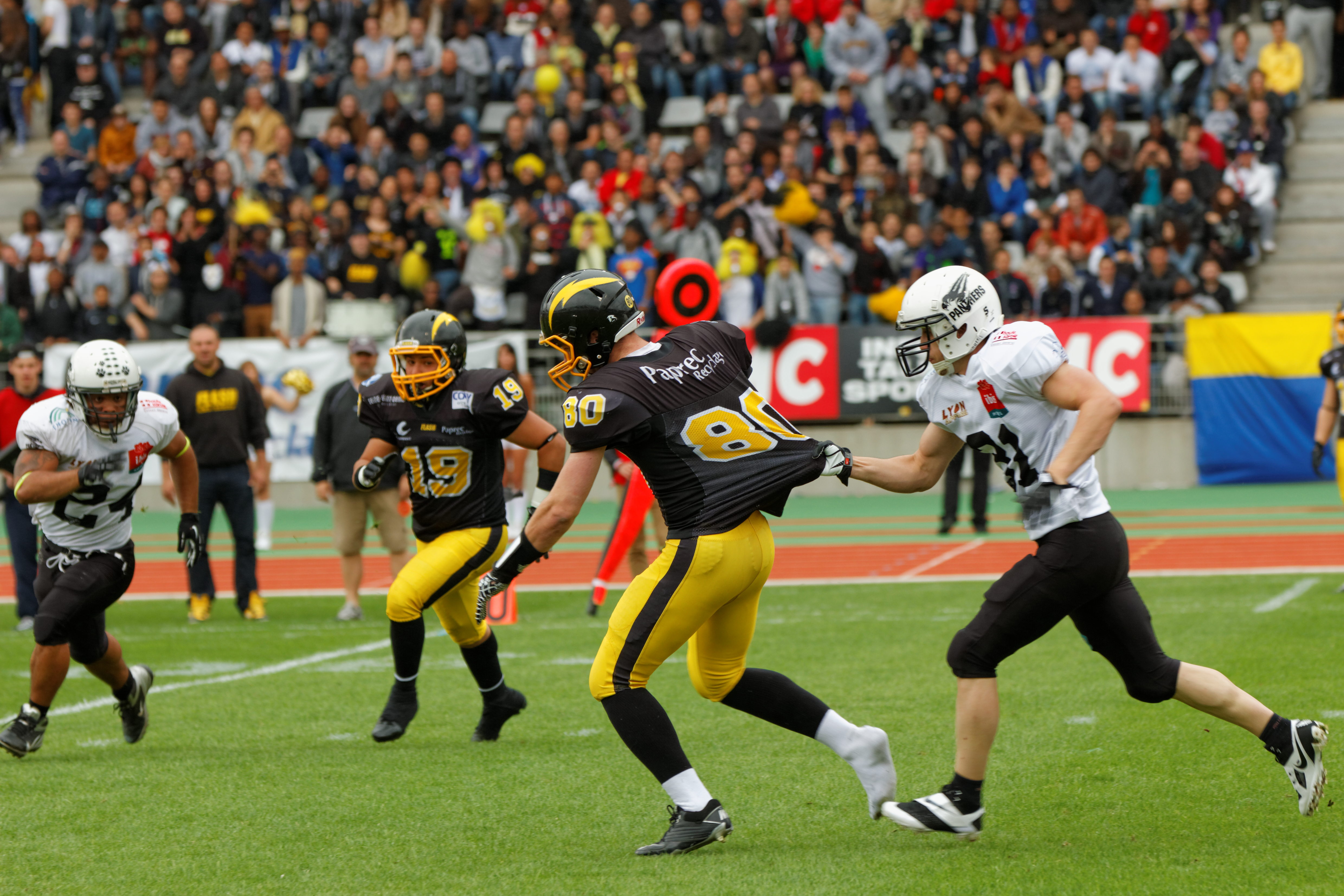
Flash de La Courneuve - Black Panthers de Thonon en 2007

Les 9 et 10 juin 2007, le baseball revient au stade après trente ans d'absence. Les sports de batte, baseball, softball, cricket y sont à l'honneur durant deux jours avec en point d'orgue un match de Nationale 1 en nocturne le samedi soir. Le PUC remporte le match face au club de Thiais,.
Le 16 juin 2007 le stade accueille la XIIIe édition du Casque de diamant, finale du Championnat de France de football américain. Le Flash de La Courneuve s'y impose face aux Black Panthers de Thonon sur le score de 21 à 6. La Courneuve gagne ainsi son 6e titre de champion de France (son 3e titre consécutif, égalant ainsi le record établi par la l'équipe des Castors de Paris). Le stade accueille plus de 10 000 spectateurs à cette occasion, record d'affluence pour une finale de D1 Élite.

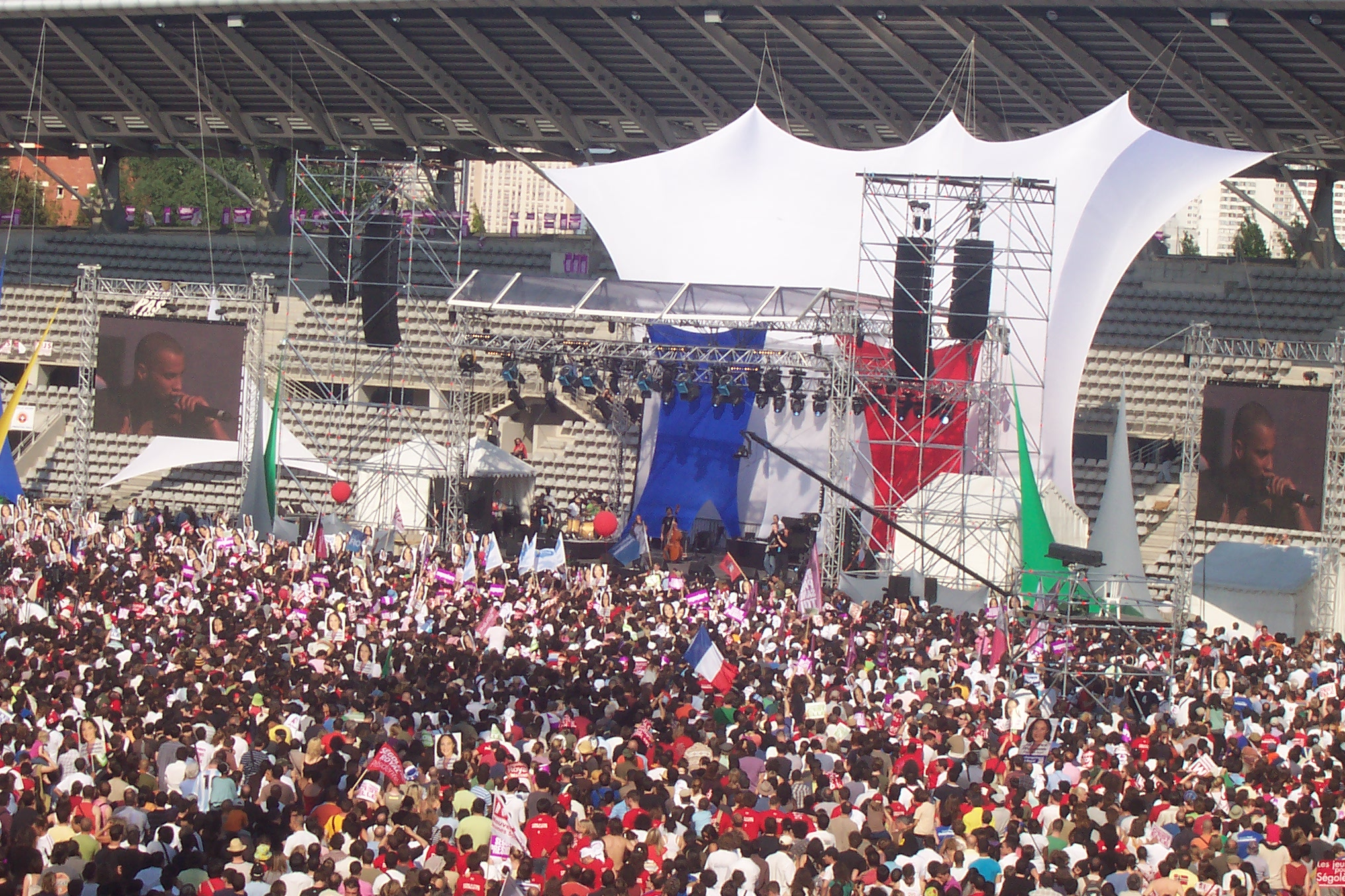
Meeting de campagne de Ségolène Royal en 2007.

Un concert-meeting de Ségolène Royal, candidate au second tour de l'élection présidentielle a lieu à Charléty le 1er mai 2007. C'est le plus grand meeting jamais organisé par la gauche et le Parti socialiste avec entre 55 000 (selon les forces de l'ordre) et 80 000 participants (selon les organisateurs) à l'intérieur et à l'extérieur du stade.Le lieu n'est pas choisi au hasard car le 27 mai 1968, les étudiants non communistes et les forces de gauche y avaient organisé un grand rassemblement, auquel avaient participé entre 30 et 50 000 personnes.
Du fait de la crise sanitaire, le Carnaval Tropical n’a pas eu lieu aux Champs-Élysées comme à son habitude. Pour ses 20 ans, il est organisé en 2022 au Stade Charléty.
Le stade Charléty accueille la 3e étape de la Coupe du monde de tir à l'arc du 19 au 27 juin 2021. Cet événement est renouvelé en 2022.

## Clubs résidents
Hormis le PUC (utilisateur prioritaire jusqu'en 2024), Charléty a été successivement le stade résident d'un club de rugby à XIII (le Paris Saint-Germain Rugby League, qui a disparu), de l'équipe de football féminine du Paris Saint-Germain, des rugbymen du Stade français (durant les travaux de reconstruction du stade Jean-Bouin de 2010 à 2013), de meetings d'athlétisme dont le DécaNation, de matches internationaux de rugby. Face a la difficulté de maintenir ces activités, l'ancienne société gestionnaire abandonne son activité en 2006 et le stade est repris le 1er mars 2006 par la mairie de Paris.
Charléty devient, à partir de l'été 2007, le stade du Paris FC. Le but avoué du club, habitué au championnat de France de football de National dans les années 2010, est d'atteindre la Ligue 1 dans les prochaines années, ce qui signerait le retour d’événements sportifs réguliers à Charléty, un emblème de longue date du sport parisien. Le club repart en août 2013 au stade Déjerine à cause du coût et des faibles affluences enregistrées au stade Charléty,. La saison suivante, lors de sa montée Ligue 2, le Paris FC revient à Charléty, son jardin de Déjerine n'étant pas aux normes pour les rencontres de ce niveau. Depuis l'absorption du Football Club Féminin Juvisy Essonne par le Paris FC en 2017, il arrive également que l'équipe féminine du Paris FC y joue quelques rencontres, en alternance avec le stade Robert-Bobin de Bondoufle. En 2025, le club quitte les lieux pour le stade Jean-Bouin, plus adapté pour la pratrique du football.
Le Paris Volley, club français de volley-ball qui évolue en première division, réside depuis 2012 dans la salle Pierre Charpy du Stade Charléty. Le club a remporté neuf fois les championnats de France entre 2000 et 2016, a gagné quatre coupes de France, une Supercoupe d’Europe et une Ligue des champions.
Lors de la saison du Paris 13 Atletico en National en 2022-2023, le club utilise également la pelouse du stade Charlety pour quelques matchs, lorsque son habituel stade Boutroux, jugé trop exigu, est mis en travaux.
| Club                                        | Arrivée   | Départ            | Utilisation                                                |
| Paris université club                       | 1939      | Toujours utilisé. | Piste d'athlétisme du terrain d'honneur et terrain annexe. |
| Paris Saint-Germain Rugby League            | 1996      | 1997              | Terrain de rugby                                           |
| Paris FC Paris FC féminin occasionnellement | 2007 2014 | 2025              | Terrain de football                                        |
| Stade français                              | 2010      | 2013              | Terrain de rugby                                           |
| PSG féminin                                 | 2012      | 2017              | Terrain de football                                        |
| Paris 13 Atletico                           | 2022      | 2023              | Terrain de football                                        |

## Le stade Charléty: un lieu de tournage

### Un lieu de mode
Le stade Charléty est un lieu qui a inspiré énormément de marques dans le domaine photographique grâce à ses décors architecturaux. Ses espaces sportifs et modernes sont exploités pour d'autres raisons que le domaine sportif. Le stade Charléty reste un lieu incontournable de la mode.
La marque Dazed, l'un des magazines de mode les plus connues d’Angleterre avait décidé de mettre en adéquation son style artistique avec un décor sportif et ludique. Deux grandes marques comme Nike ainsi qu’Adidas se sont adressées au stade Charléty pour leur shooting et séminaire dédié pour des lancements de produits.

### Un lieu cinématographique
Le stade Charléty a également l’habitude d’être utilisé pour des tournages de films, séries et publicités dû à son architecture qui a inspiré plusieurs producteurs.
Son ancienne architecture est devenue un atout pour le décor des films et utilisé pour les différents thèmes.
Le stade Charléty se dévoue à un bon accueil à ses clients en leur proposant des lieux d'accueil et d’échanges grâce à ses six salons dont chacun d’entre eux dispose un aménagement et décor différent.
Plus de 300 productions de télévisions différentes sont venus tourner au stade Charléty. Le stade Charléty a rencontré de différentes productions dans des domaines divers : l'audiovisuel, les chaînes de télévision, filmographie...

## Desserte par les transports en commun
Le stade est desservi par la ligne B du RER aux gares de Cité universitaire et Gentilly et par la ligne 3a du tramway d'Île-de-France aux stations Cité universitaire, Stade Charléty et Poterne des Peupliers.
Trois lignes de métros se situent à 20 minutes à pied du stade : la ligne 4 à Porte d'Orléans, la ligne 7 à Maison Blanche et Porte d'Italie et la ligne 14 à Maison Blanche et Hôpital Bicêtre. Pour accéder à la dernière station située sur la commune de Kremlin-Bicêtre, il faut traverser à pied la petite ville de Gentilly pendant 1km.

## Galerie

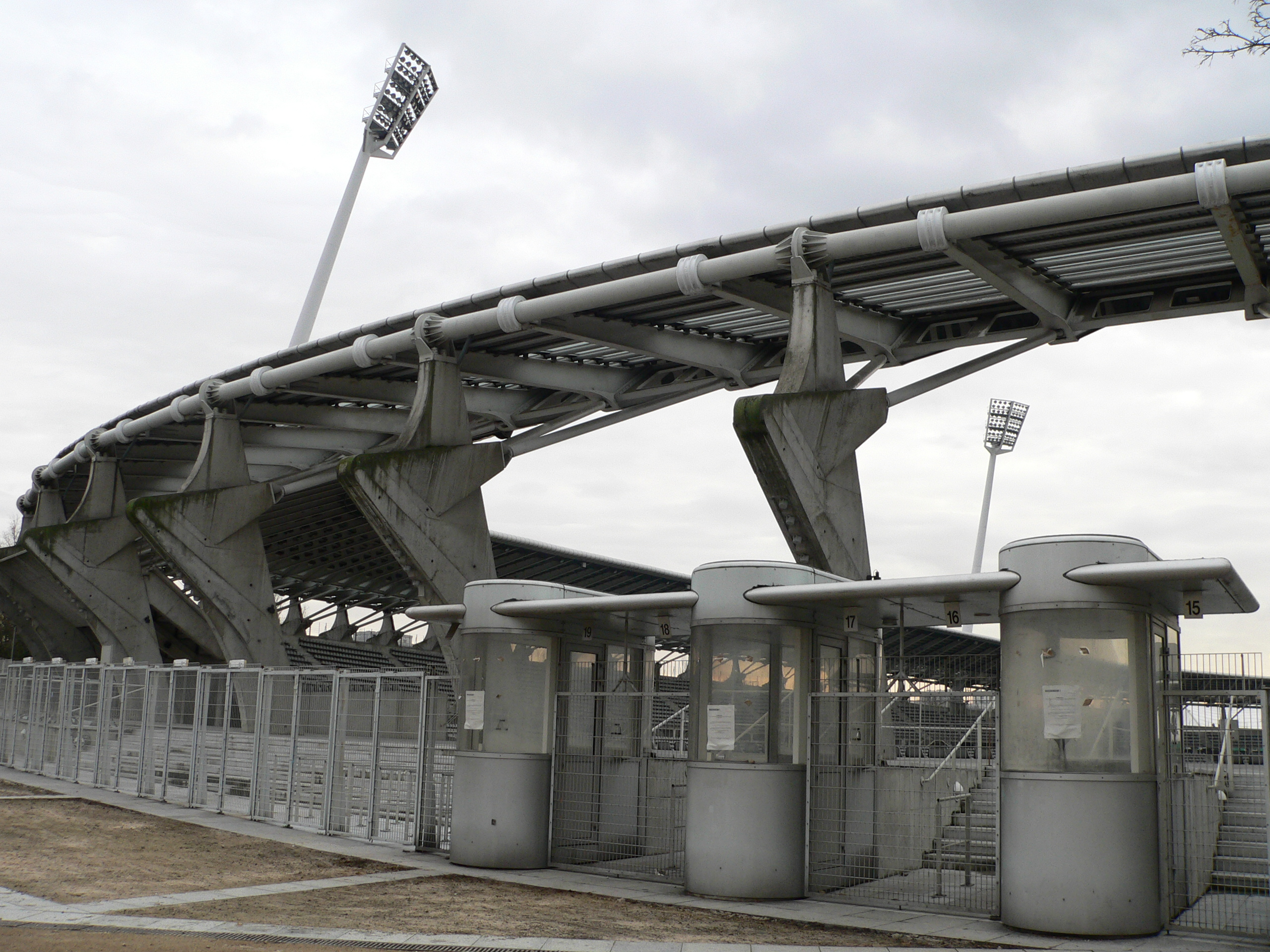
Une des entrées du Stade Charléty.
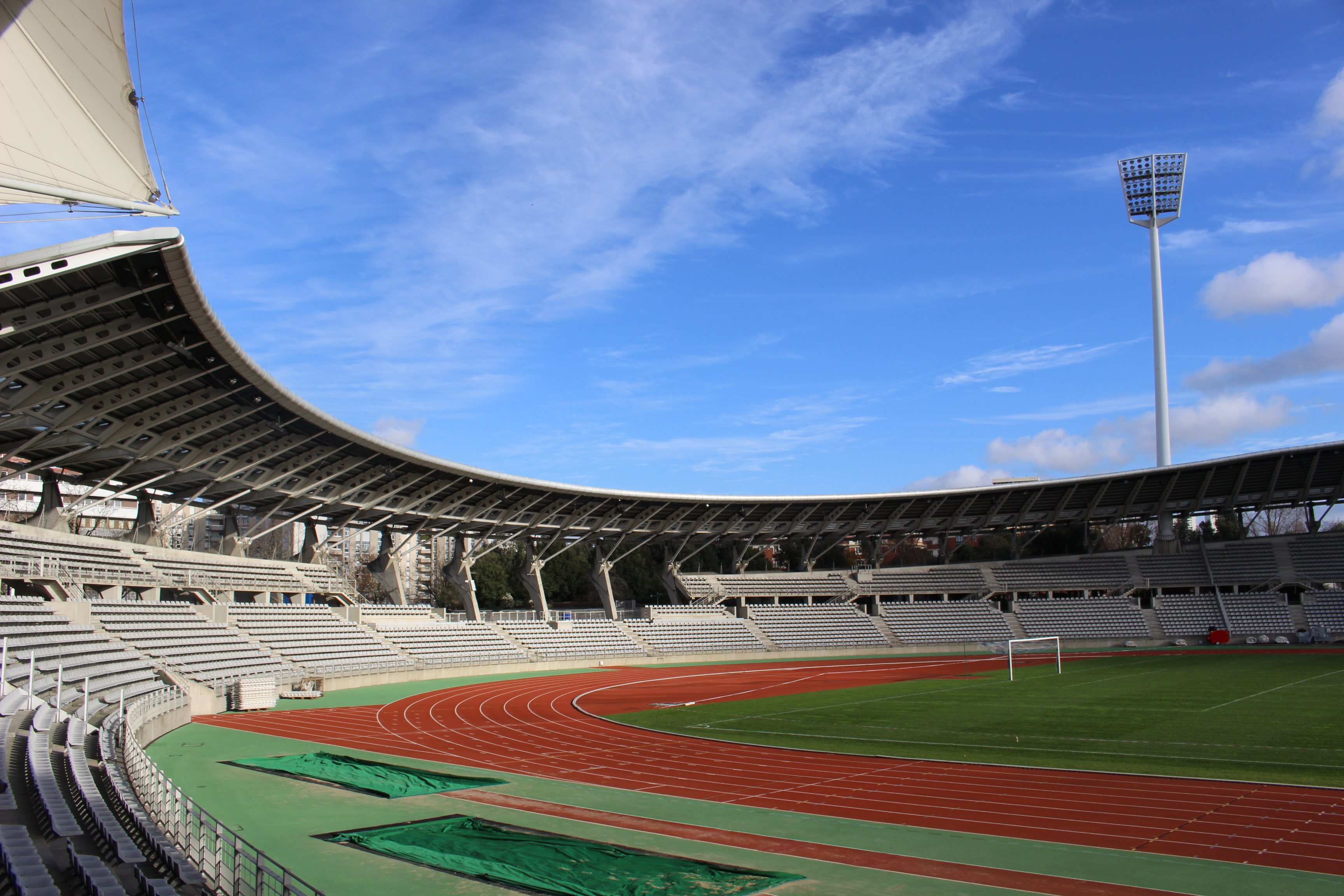
Le terrain d'honneur du stade Charléty.
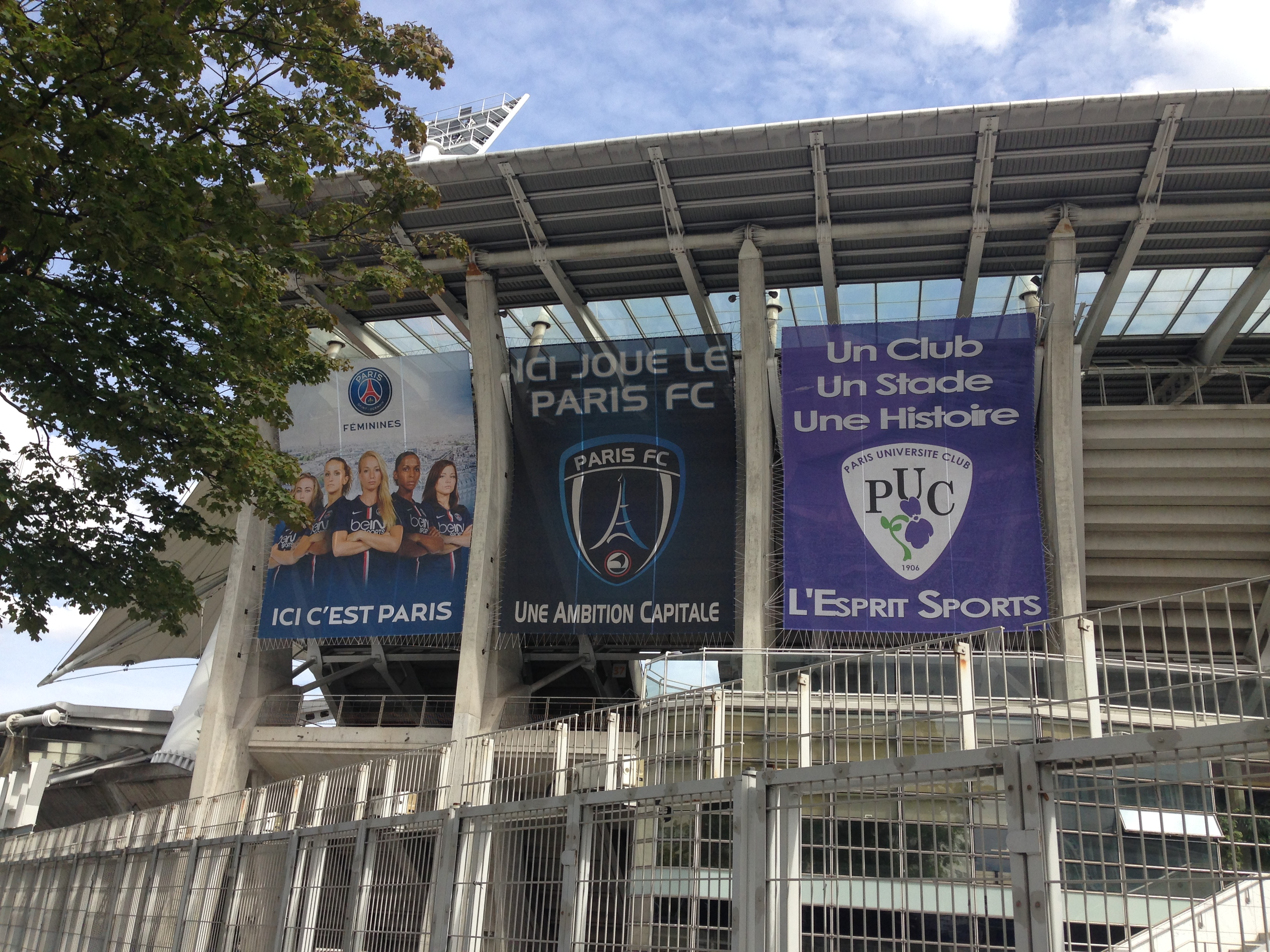
Affiches du PSG féminin, du Paris FC et du PUC sur la façade du stade.
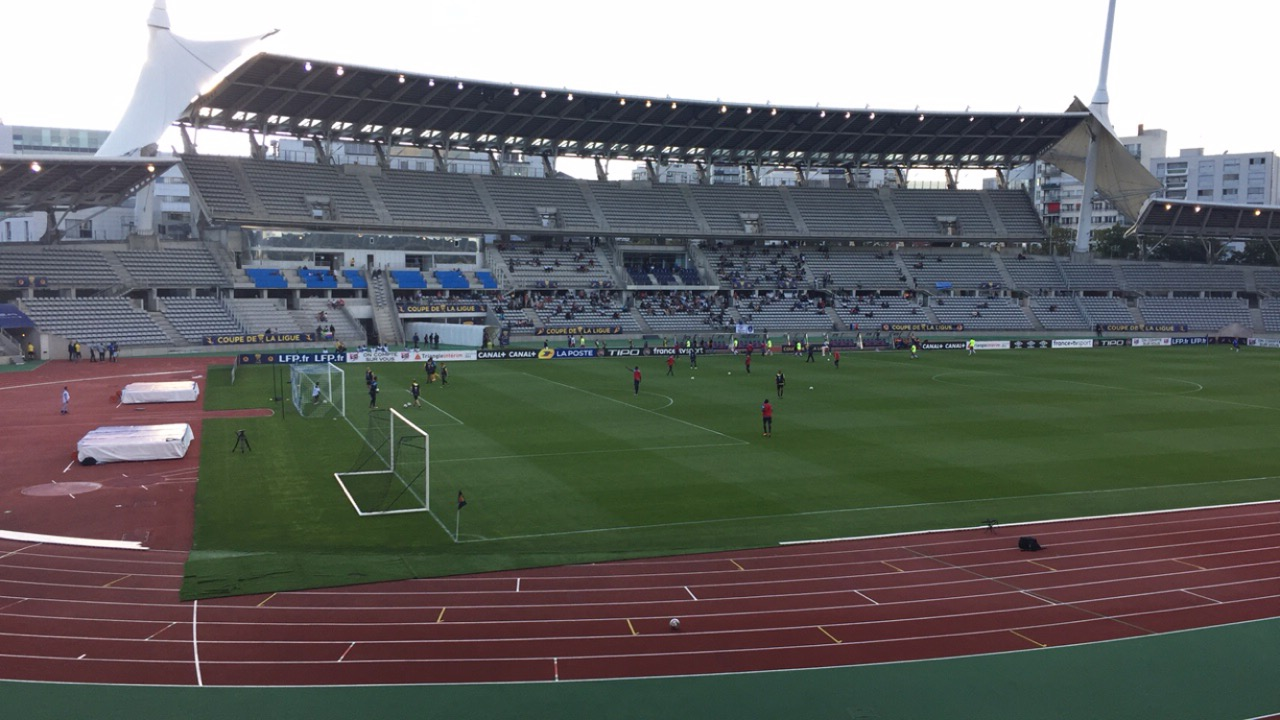
Tribune principale vue du parcage visiteurs.
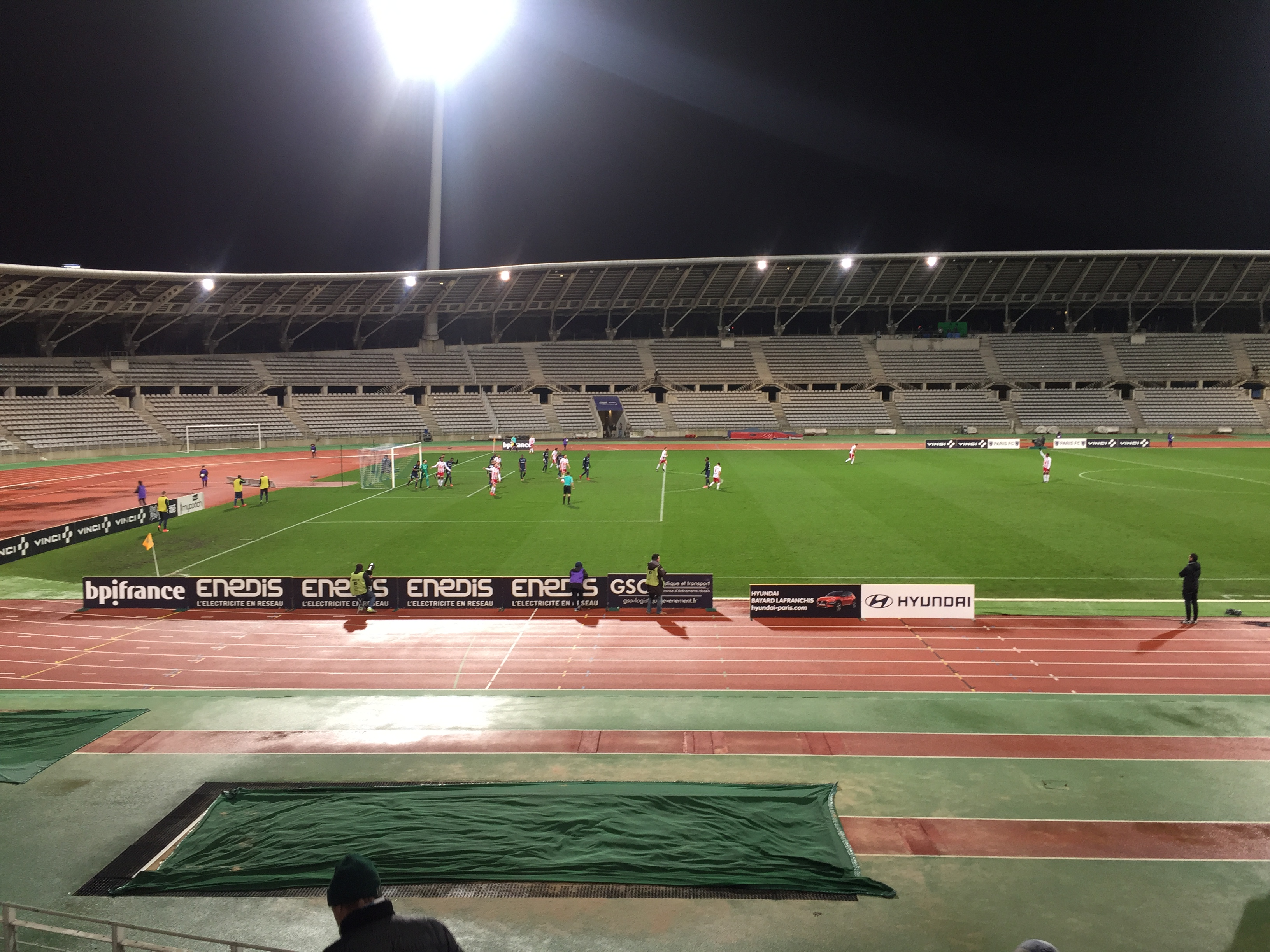
Match du Paris FC.
Ancien logo du stade.